# Bonawentura Koczorowski
Bonawentura Koczorowski – właśc. Józef Bonawentura Piotr Koczorowski herbu Rogala
(ur. 7 lipca 1768 w Swadzimiu – zm. 22 lutego 1821 w Mikoszkach) – szambelan króla Stanisława Augusta Poniatowskiego od 1781, komisarz cywilno-wojskowy województwa poznańskiego, uczestnik insurekcji kościuszkowskiej.
Od 1796 roku właściciel majątku Mikoszki koło Kościana, gdzie zbudował istniejące do dziś barokowy dwór i drewnianą kaplicę, a od 1797 również folwarku Łagiewniki. Pochowany w kościele parafialnym w Głuchowie – na zewnętrznej ścianie kościoła zachowała się tablica epitafijna.